# Universidade Estadual de São Francisco
A Universidade Estadual de São Francisco (em inglês:  San Francisco State University), e informalmente chamada de San Francisco State, SF State, State e SFSU é uma universidade pública localizada na cidade de São Francisco, região norte do estado norte-americano da Califórnia.
A universidade, parte do sistema universitário público da Califórnia, que é composto por 23 campi, oferece 117 áreas de estudo de graduação em bacharelado, 96 de mestrado, 17 programas de credenciamento e 34 programas de certificação, em oito faculdades.
A SFSU está ranqueada como a 48ª mais bem situada na formação de mestres, na Costa Oeste dos Estados Unidos, segundo U.S. News & World Report.
Nos anos de 2006-2007, aproximadamente 29.628 acadêmicos estudavam na Universidade, dos quais 80,47% eram alunos universitários e 19,53% eram alunos já diplomados.
Foi fundada em 1899, sendo portanto uma das mais antigas universidades públicas da Califórnia.